# Diogo de Lira Bermudes
Diogo de Lira Bermudes (1445 -?) foi um nobre e Cavaleiro medieval do Reino de Portugal tendo tido o senhorio das terras de Lira, actual localidade de Lara.

## Relações familires
Foi filho de Rui Gomes de Lira (1420 -?), senhor de Lira e de Urraca Bermudes de Castro e Montaos. Casou com Maria Álvares Trancoso de quem teve:
1. Rui Trancoso de Lira (1470 -?), senhor de Lira casado com Brites Álvares Bacelar (1480 -?) filha de Álvaro Vaz Bacelar (1440 -?) e de Maria Soares Pereira (1450 -?),
2. João Trancoso de Lira casado com Constança Vasques de Cardido, filha de Vasco Fernandes Barregais e de Inês Fernandes Cardido.